# 馮琨
馮琨（15世紀—16世紀），字君美，南直隸蘇州府太倉州人，明朝政治人物。

## 生平
馮琨是天順六年舉人馮釴之子，成化二十二年（1486年）中丙午科應天鄉試舉人，授永康教諭，改任薊州知州；薊州人民牧馬為生，每戶人家負責若干馬匹，給與若干畝草場飼養，勳貴卻霸佔土地牟利，他到任後按籍將土地盡還本戶，因馬用孳生眾多而誣陷入獄，他列狀上明孝宗，獲得復職。明武宗繼位，陷害者依附劉瑾，讓馮琨下錦衣獄杖打八十，薊州人民都拿出物資幫助他，有僧人和劉瑾親善，私下對劉瑾說：「馮知州只飲薊州一杯水，不拿取官物就囚禁而死。」劉瑾愕然，讓他回到薊州。
之後馮琨遷官杭州同知，調任兩浙都轉運鹽使司同知，陞登州知府。在登州時他為政簡易，拿出俸祿賑濟人民，招集流離者給牛和穀種務農，免除他們徭役，到離任時人們都給他路費，他多次推卻不成，走到淮上就派人還給人民，辭官後二十年不入公庭，死後入祀登州名宦祠。

## 引用
1. 1 2  民國《太倉州志·卷十八·人物二》：馮琨，字君美，釴子，成化二十二年舉人，授永康教諭，遷知薊州，薊民以牧馬為業，每戶承馬若干匹、給草場若干畝，而勳戚貴璫有攘其地為奸利，琨至按籍覈之盡還本戶；馬用蕃息被譖逮詔獄，琨列狀上，孝宗是之詔復職。武宗即位，前憾者附劉瑾，詔下錦衣獄杖八十，械街彈所，薊州之民皆提盎挈壺餉琨，有僧故昵於瑾，私語曰：「馮公飲薊州一杯水，非民見餉即圜土死耳。」瑾愕然，復還薊州，尋遷杭州同知，再遷兩浙運同，擢登州知府，屢有高第者簠簋不飭劾免之東土，肅清後罷歸，林居二十年足跡不入公門。
2. ↑  光緒《增修登州府志·卷二十五·文秩一》：馮琨 南直崑山舉人，（正德）十四年任，為政安詳簡易，時登人苦流賊之亂，人民逃散、土地荒蕪，琨出俸賑恤，招集流離歸者，令給牛種免其祖徭，數年之閒生聚繁衍，民甚賴之；及去官，皆醵金助裝，堅辭不獲，行至淮上悉遣還之，廉直之操終身不變，祀名宦祠。